# Сільвія Фоулз
Сільвія Фоулз (англ. Sylvia Fowles, 6 жовтня 1985) — американська баскетболістка, олімпійська чемпіонка.

## Виступи на Олімпіадах
| Олімпіада   | Дисципліна | Місце |
| ----------- | ---------- | ----- |
| Пекін 2008  | баскетбол  | 1     |
| Лондон 2012 | баскетбол  | 1     |

## Зовнішні посилання
- Досьє на sport.references.com

1. ↑  FIBA database